# Dassault Mirage 2000

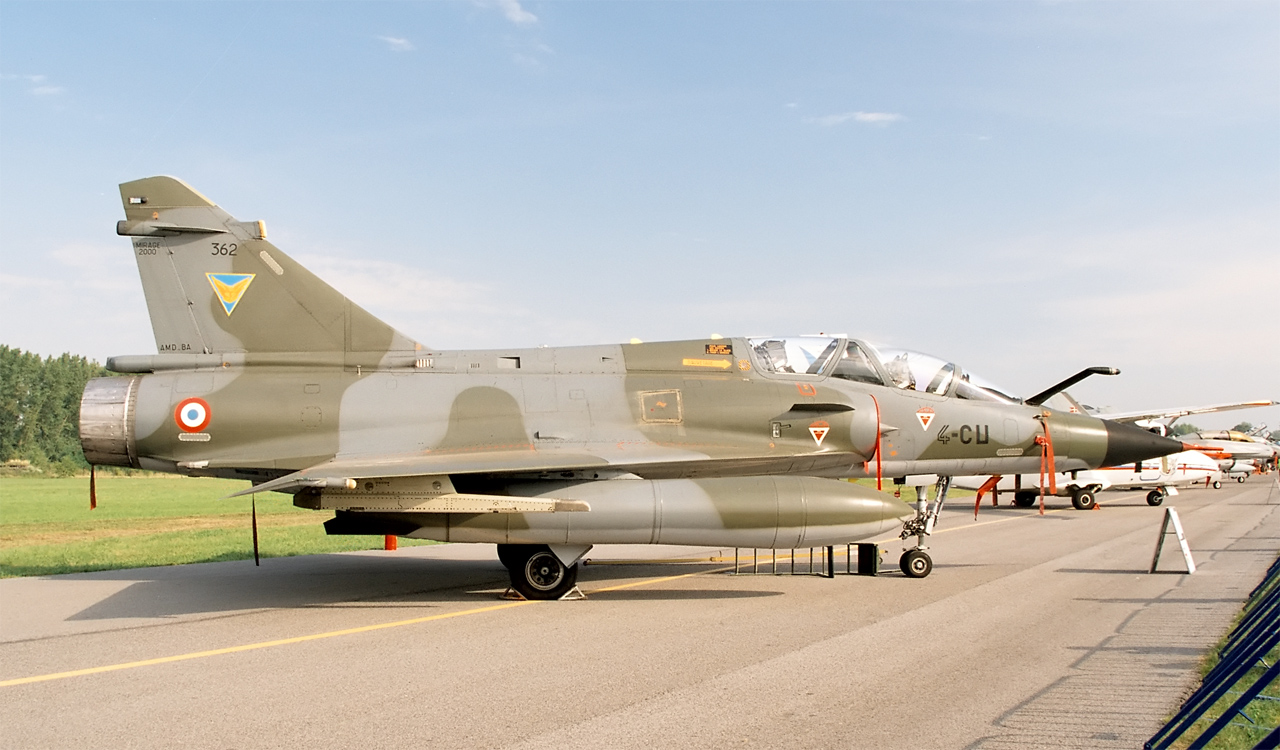
Een Mirage 2000N van de Franse luchtmacht, 2005.

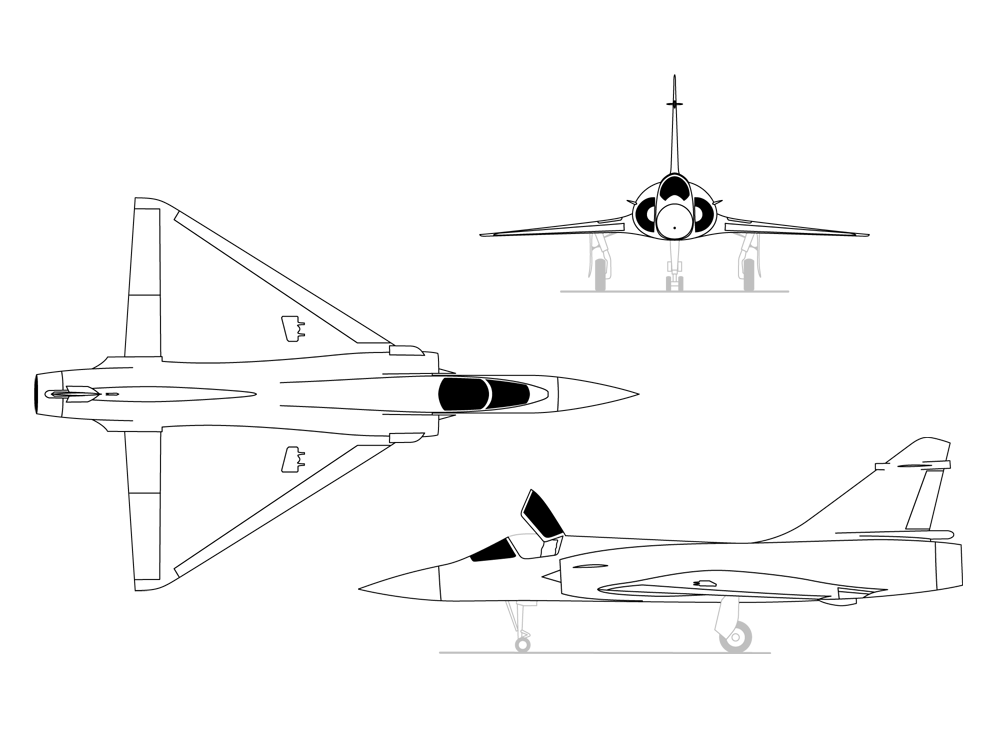
Mirage 2000C

De Dassault Mirage 2000 is een Frans multirole gevechtsvliegtuig
van Dassault Aviation. Het toestel was de opvolger voor de Dassault Mirage III en heeft daarmee uiterlijk ook een grote gelijkenis; technologisch is het echter een volledig nieuw ontwikkeld toestel. De Mirage 2000 is naar zeven landen geëxporteerd.
De diversiteit van het toestel werd door de Fransen benadrukt met de aanduiding Mirage 2000 CRDI; dit staat voor Chasse/Reconnaissance/Defense/Interdiction (jacht/verkenning/luchtverdediging/aanval)

## Geschiedenis
De ontwikkeling van de Mirage 2000 volgde op een reeks projecten waar tussen 1965
en 1975 aan was gewerkt. Eerst was er een gezamenlijk project met het Verenigd Koninkrijk
dat mislukte. Hierop werkte het Franse Dassault zelf aan een Avion de Combat Future
(ACF), letterlijk toekomstig gevechtsvliegtuig. Het prototype hiervan was bijna gereed toen de Franse overheid het project in december 1975 annuleerde wegens het kostenaspect.
Dassault had intussen een goedkoper alternatief in ontwikkeling. Het was de opvolger van de Mirage III die na een aantal naamsveranderingen de naam Mirage 2000 kreeg. Met dit vliegtuig kreeg het bedrijf ook een concurrent voor de General Dynamics F-16 Fighting Falcon maar vier Europese landen België, Denemarken, Nederland en Noorwegen, verkozen de Amerikaanse F-16 boven de Mirage F-1. De Mirage 2000 kwam te laat om te kunnen concurreren.
Het eerste prototype van de Mirage 2000 vloog voor het eerst op 10 maart 1978. Het eerste productietoestel vloog voor het eerst op 20 november 1982. In 1984 kwam het toestel in dienst bij de Armée de l'Air (ALA de Franse luchtmacht). De Mirage 2000's van de ALA zijn inmiddels vervangen door de Dassault Rafale. Op 21 juni 2018 is op de Franse vliegbasis Istres de Mirage 2000 met een ceremonie uit dienst gesteld. Op 6 juni 2024 maakte de Franse president Macron bekend de gebruikte Mirage 2000-5’s die in de opslag stonden voor een zachte prijs aan Oekraïne te verkopen en Oekraïens luchtmachtpersoneel ervoor op te leiden. Ze zullen naar verwachting vooral als aanvalsvliegtuig worden ingezet. Op 6 februari 2025 werd door Macron bekendgemaakt dat de eerste mirages met getrainde piloten in Oekraïne waren aangekomen.

## Versies
- De eerste operationele versie werd de Mirage 2000C, een luchtverdedigingsjager met één zitplaats. In 1984 werd het eerste squadron van de Franse luchtmacht operationeel. Van dit type werden 124 exemplaren aangekocht.
- De Mirage 2000B werd de met twee zitplaatsen uitgeruste luchtverdedigingsjager/trainerversie. Deze vloog voor het eerst op 11 oktober 1980. De Franse luchtmacht kocht 30 stuks aan.
- Ook werd de Mirage 2000N-jachtbommenwerper ontwikkeld; deze was bedoeld voor de aanval met de Air Sol Moyenne Portee-kernraketten. Deze versie vloog voor het eerst op 3 februari 1983. Er werden 75 exemplaren gebouwd die vanaf 1988 operationeel werden.
- De Mirage 2000D werd gelijk aan de 2000N maar alleen geschikt voor de aanval met conventionele wapens en voor close air support. Het prototype was een aangepast prototype van de 2000N en vloog voor het eerst op 19 februari 1991, op 31 maart 1993 gevolgd door een eerste serietoestel. Er werden 86 stuks van gebouwd die vanaf april 1995 in dienst kwamen.
- Aan het eind van de jaren 1980 begon de Mirage 2000-serie te verouderen. Het Franse Thomson-CSF ontwikkelde daarom een verbeterde multiroleversie, de Mirage 2000-5. Het eerste prototype was een omgebouwd prototype van de 2000B en vloog op 24 oktober 1990. Vervolgens perfectioneerde Dassault de 2000-5 verder en ontstond de Mirage 2000-5F;de meest geavanceerde van de reeks.
- De Mirage 2000E is de exportversie. De "E" is dan de aanduiding die afhangt van de klant. Egypte plaatste in 1981 een bestelling voor 20 Mirage 2000M's. India bestelde een Mirage 2000H, Peru een Mirage 2000P, Taiwan een Mirage 2000-5EI, Qatar een Mirage 2000-5EDA, de Verenigde Arabische Emiraten een Mirage 2000EAD en Mirage 2000 RAD, Griekenland een Mirage 2000EG en Brazilië een Mirage 2000BR.

## Gebruikers
| Land                         | Totaalaantal | Varianten                                   |
| ---------------------------- | ------------ | ------------------------------------------- |
| Frankrijk                    | 96           | - 2000-5F: 26 - 2000D: 65 - 2000B-S5: 6     |
| India                        | 57           | - 2000H/I: 45 - 2000TH/TI: 12               |
| Verenigde Arabische Emiraten | 59           | - 2000-9/EAD/RAD: 44 - 2000-9DAD: 15        |
| Taiwan                       | 54           | - 2000-5EI: 45 - 2000-5DI: 9                |
| Griekenland                  | 42           | - 2000EG: 16 - 2000-5 Mk II: 24 - 2000BG: 2 |
| Egypte                       | 19           | - 2000EM: 15 - 2000BM: 4                    |
| Qatar                        | 12           | - 2000-5EDA: 9 - 2000-5DDA: 3               |
| Peru                         | 12           | - 2000P: 10 - 2000DP: 2                     |

## Inzet
De Mirage 2000's van de Verenigde Arabische Emiraten waren wel beschikbaar tijdens de
Golfoorlog (1990-1991) maar kwamen niet in actie.
Eind jaren 1990 was het toestel prominent aanwezig tijdens de VN- en NAVO-missies in Bosnië. In 1995 werd een Franse Mirage 2000 daar neergehaald door een luchtdoelraket.
Indiase Mirage 2000's werden intensief ingezet tijdens de Kargil-oorlog tegen buurland Pakistan in 1999. Ze dienden vooral als hoogvliegende bommenwerper.
In de periode 2001-2002 vlogen Franse Mirage 2000D's mee tijdens de Oorlog in Afghanistan.
Franse Mirage 2000 toestellen handhaafden de No-flyzone in Libië onder Operatie Harmattan in 2011.
Op 14 april 2018 namen vier Franse Mirage 2000-5F toestellen deel in een luchtaanval samen met het Verenigd Koninkrijk en de Verenigde Staten tegen het Syrische regeringsleger tijdens de Syrische Burgeroorlog.